# Pedaliodes porcia
Pedaliodes porcia är en fjärilsart som beskrevs av William Chapman Hewitson 1869. Pedaliodes porcia ingår i släktet Pedaliodes och familjen praktfjärilar. Inga underarter finns listade i Catalogue of Life.

## Bildgalleri

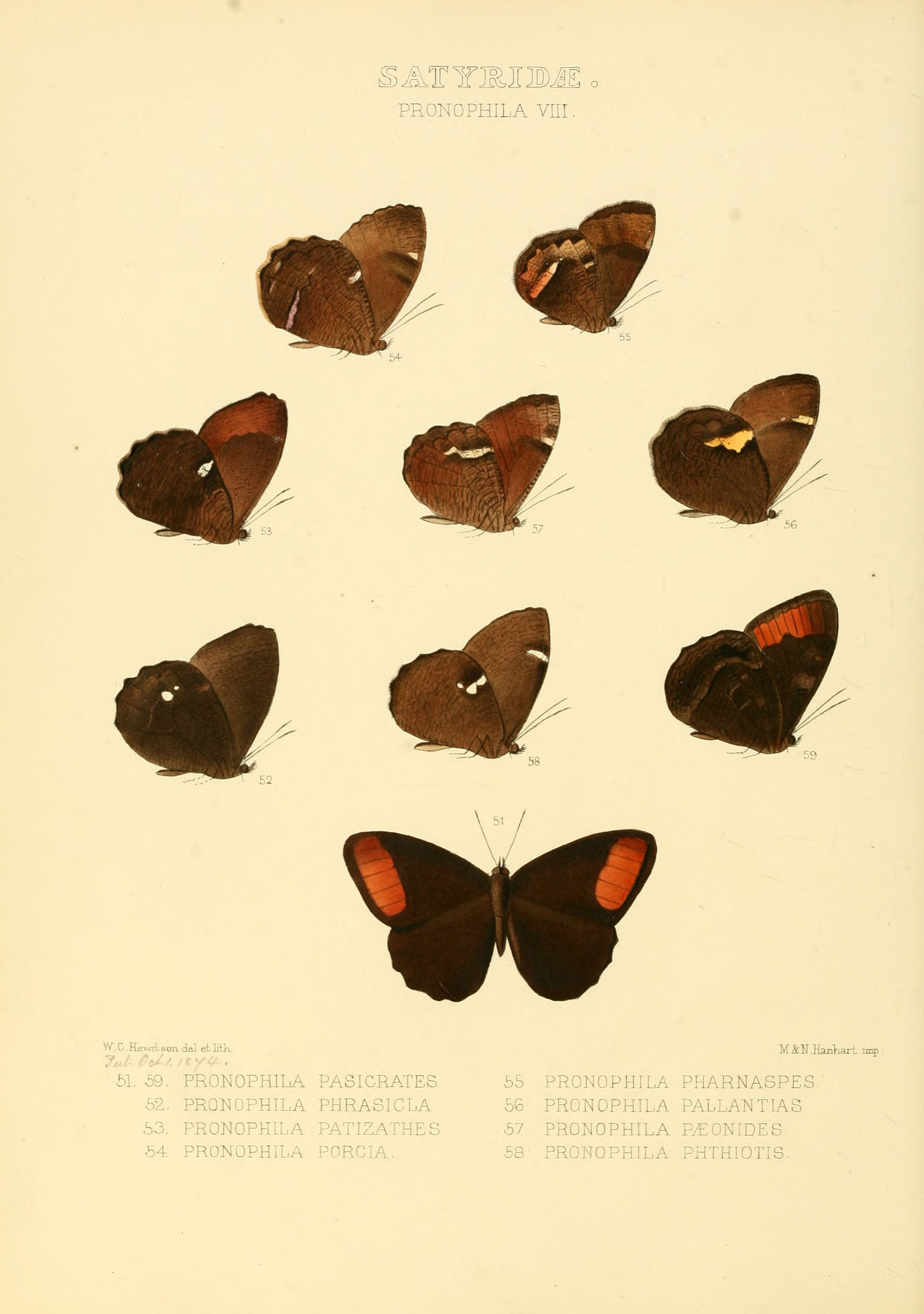